# Bohuslav Feierabend
Bohuslav Feierabend (23. července 1895, Kostelec nad Orlicí – 6. července 1933, Gosau nebo Dachstein (Rakousko)) byl český lékař, docent sérologie a imunologie a přednosta Státního zdravotního ústavu pro výrobu sér a očkovacích látek. Organizoval také výrobu očkovacích látek v zahraničí a zasloužil se o úspěchy séroterapie. Zahynul s celou svou rodinou (manželkou a 2 dcerami) pod lavinou při vysokohorské túře na Dachstein.
"Čtyři krásní mladí lidé: Bohuslav Feierabend, severský čahoun světlých očí, chlapec a kliďas neobyčejně nadaný, dokonale chic ve sportovním smyslu těla i ducha, kterému osud nadělil skvělou budoucnost, pěkné manželství, vědecké poslání a šťastnou ruku ve všem, co dělal, učenec, táta, zahradník a velký, dobře vyvážený hoch; (...) Jakou brutální oklikou si přišla smrt pro tohoto šťastného organizátora vítězného boje proti smrti!" (Karel Čapek, Lidové noviny 8. července 1933)
Je pohřben na Vinohradském hřbitově v Praze ve 34 oddělení, hrob 7ahr.